# Alfredo Araújo Grau
Alfredo Araújo Grau (Cartagena de Indias, 25 de diciembre de 1911-Bogotá, 4 de abril de 2003) fue un periodista, educador, abogado y político colombiano, miembro del Partido Conservador Colombiano. 
Afiliado al Partido Conservador Colombiano, fue Diputado de la Asamblea del Departamento de Bolívar y gobernador de ese departamento entre 1949 y 1950. Fue también director del periódico El Siglo, Representante a la Cámara y senador de la República (1958 - 1964), presidente del Senado de la República (1960) y Embajador de Colombia en el Reino Unido (1965). 

## Biografía
Tras obtener el bachillerato en el Colegio La Esperanza de Cartagena se convirtió en abogado en la Universidad Nacional de Colombia, especializándose en derecho constitucional. Fue catedrático universitario. 
Fue nombrado como Ministro de Trabajo en 1950 durante el breve gobierno de Laureano Gómez. Cuando Gómez solicitó una licencia por su enfermedad, su sucesor, Roberto Urdaneta nombró a Víctor Guillermo Ricardo en el ministerio. 

### Dictadura militar
Derribado del poder Urdaneta, el mismo día que Gómez pretendía recobrar el poder, en 1953, se hizo presidente el militar Gustavo Rojas Pinilla. Araújo se unió meses después a Álvaro Gómez Hurtado (hijo de Laureano), y a Diego Tovar Concha, todos conservadores; y conformó el Batallón Suicida, un grupo de revolucionarios contra la dictadura que luego de una alianza entre políticos de ambos partidos facilitó la caída de Rojas en 1957.

### Frente Nacional
Derribado Rojas, y durante el Frente Nacional, Araújo fue elegido Ministro de Minas y Petróleos, y de Agricultura en 1959, del Trabajo, y de Justicia en 1960; en el gobierno del liberal Alberto Lleras Camargo. El sucesor de Lleras, Guillermo León Valencia (perteneciente a su partido), lo nombró Ministro de Comunicaciones en 1962, y de Justicia en 1963 hasta 1965.

### Post-Frente Nacional
El liberal Alfonso López Michelsen lo nombró Ministro del Interior para el período 1977-1978. Durante este período, Araújo tuvo que enfrentar el Paro cívico de 1977 durante el cual el país fue paralizado por protestas sociales y cívicas, que por su mal manejo hicieron tremendamente impopular a López.

### Muerte
Araújo falleció el 4 de abril de 2003 en Bogotá, a los 91 años.

## Familia
Es pariente suyo es el político conservador y empresario Alberto Araújo Merlano, quien con Judith Perdomo son los padres del político conservador Fernando Araújo Perdomo; y el también político Fernando Araújo Rumié, hijo de Fernando. También son parientes suyos los hermanos Consuelo (asesinada en 2003) y Álvaro Araújo Noguera, ambos también políticos.

### Matrimonio y descendencia
Araújo contrajo matrimonio con Argelina Vélez González, hija de Dionisio Vélez Torres. Vélez era un rico hacendado de Cartagena, empresario del azúcar en la región Caribe colombiana. Uno de los bisnietos de Dionisio y por tanto sobrino nieto de la esposa de Alfredo, es el polémico político y empresario Dionisio Vélez Trujillo, quien llegó a ser alcalde de Cartagena entre el 2013 al 2015.
Con Argelina, Alfredo tuvo a sus hijos Alfredo, Dionisio, Angelina, Ignacio, Magdalena, Ana María, Fernando y Gonzalo Araújo Vélez. Su séptimo hijo, Fernando, es escritor y periodista destacado del periódico El Espectador.